# 작전도서관
작전도서관은 인천광역시 계양구에 있는 공립 도서관이다.

## 연혁
- 2011년 5월 6일 준공.
- 2011년 5월 18일 개관.